# Châteauneuf (Vendée)
Pour les articles homonymes, voir Châteauneuf.
Châteauneuf est une commune française située dans le département de la Vendée, en région Pays de la Loire.
Ses habitants sont appelés les Castelneuviennes et Castelneuviens.

## Géographie

### Localisation
Le territoire municipal de Châteauneuf s'étend sur 1 603 hectares. L'altitude moyenne de la commune est de 14 mètres, avec des niveaux fluctuant entre 1 et 34 mètres,.
Châteauneuf est située dans le département de la Vendée. La commune est située au nord ouest du département près de la côte atlantique. La ville la plus proche est Challans à 9 km et à 46 km de sa préfecture, La Roche-sur-Yon.
La commune est traversée par la route départementale 28 d'est en ouest et par la route départementale 71.

### Géologie et relief
La commune est située à la base du promontoire schisteux qui s'avance entre les marais de Bouin et ceux de Sallertaine, traçant la rive sud du golfe de Machecoul. L'altitude moyenne du pays est de 18 à 20 mètres et la majeure partie du territoire est parsemée de pinèdes, restes de l'ancienne forêt de la Garnache.

### Climat
Pour des articles plus généraux, voir Climat des Pays de la Loire et Climat de la Vendée.
En 2010, le climat de la commune est de type climat océanique franc, selon une étude du CNRS s'appuyant sur une série de données couvrant la période 1971-2000. En 2020, Météo-France publie une typologie des climats de la France métropolitaine dans laquelle la commune est exposée à un climat océanique et est dans la région climatique  Bretagne orientale et méridionale, Pays nantais, Vendée, caractérisée par une faible pluviométrie en été et une bonne insolation. 
Pour la période 1971-2000, la température annuelle moyenne est de 12,3 °C, avec une amplitude thermique annuelle de 13,1 °C. Le cumul annuel moyen de précipitations est de 824 mm, avec 12,9 jours de précipitations en janvier et 6,3 jours en juillet. Pour la période 1991-2020, la température moyenne annuelle observée sur la station météorologique de Météo-France la plus proche, « Saint-Même-le-Tenu », sur la commune de Machecoul-Saint-Même à 11 km à vol d'oiseau, est de 12,7 °C et le cumul annuel moyen de précipitations est de 866,4 mm,. Pour l'avenir, les paramètres climatiques de la commune estimés pour 2050 selon différents scénarios d'émission de gaz à effet de serre sont consultables sur un site dédié publié par Météo-France en novembre 2022.

## Urbanisme

### Typologie
Au 1er janvier 2024, Châteauneuf est catégorisée commune rurale à habitat dispersé, selon la nouvelle grille communale de densité à sept niveaux définie par l'Insee en 2022.
Elle est située hors unité urbaine. Par ailleurs la commune fait partie de l'aire d'attraction de Challans, dont elle est une commune de la couronne,. Cette aire, qui regroupe 12 communes, est catégorisée dans les aires de moins de 50 000 habitants,.

### Occupation des sols
L'occupation des sols de la commune, telle qu'elle ressort de la base de données européenne d’occupation biophysique des sols Corine Land Cover (CLC), est marquée par l'importance des territoires agricoles (92,9 % en 2018), une proportion sensiblement équivalente à celle de 1990 (92,6 %). La répartition détaillée en 2018 est la suivante : 
terres arables (40 %), zones agricoles hétérogènes (37,7 %), prairies (15,2 %), zones urbanisées (3,4 %), forêts (1,9 %), zones humides intérieures (1,8 %). L'évolution de l’occupation des sols de la commune et de ses infrastructures peut être observée sur les différentes représentations cartographiques du territoire : la carte de Cassini (XVIIIe siècle), la carte d'état-major (1820-1866) et les cartes ou photos aériennes de l'IGN pour la période actuelle (1950 à aujourd'hui).

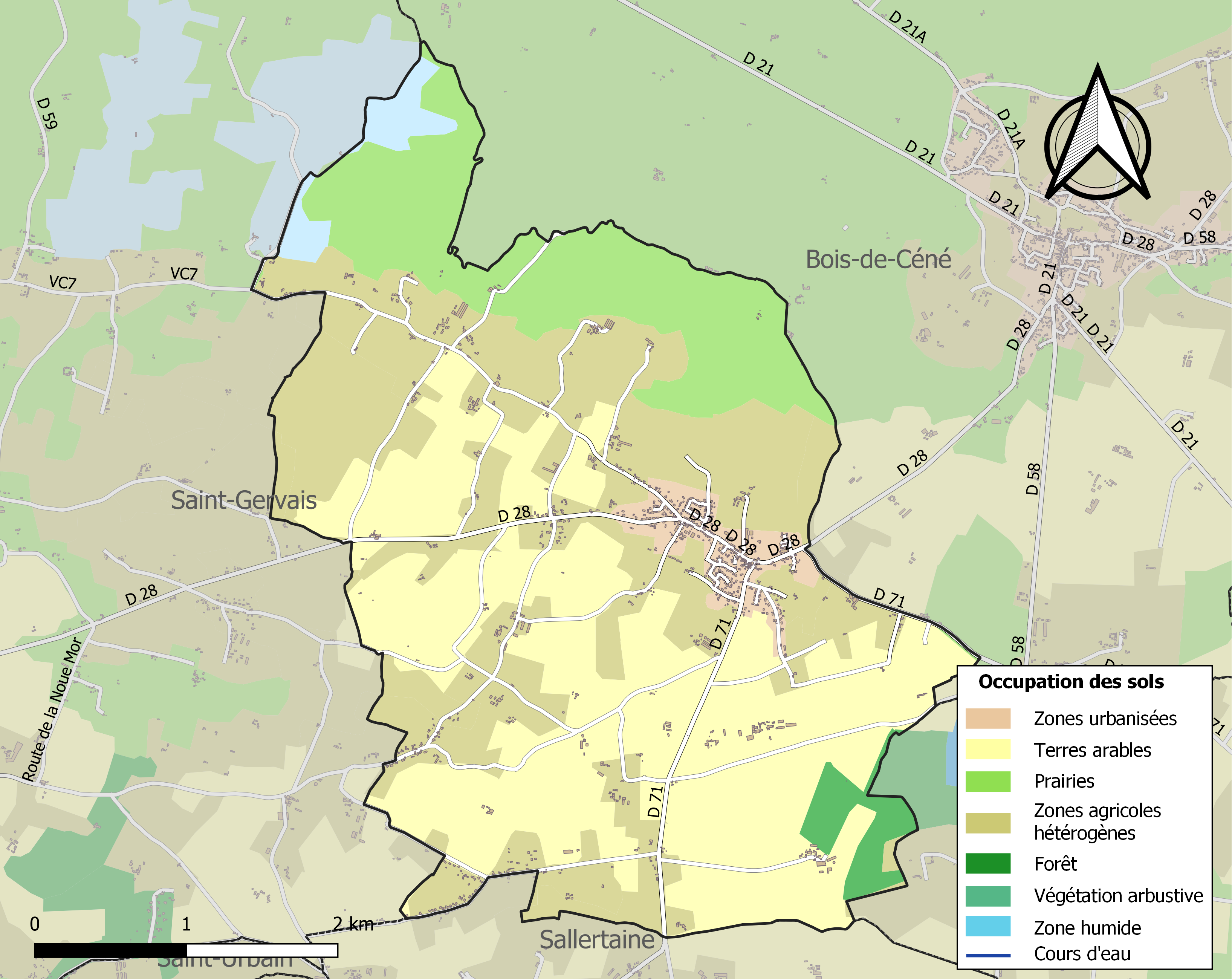
Carte des infrastructures et de l'occupation des sols de la commune en 2018 (CLC).

## Toponymie
En poitevin, la commune est appelée Chatèneù.

## Histoire

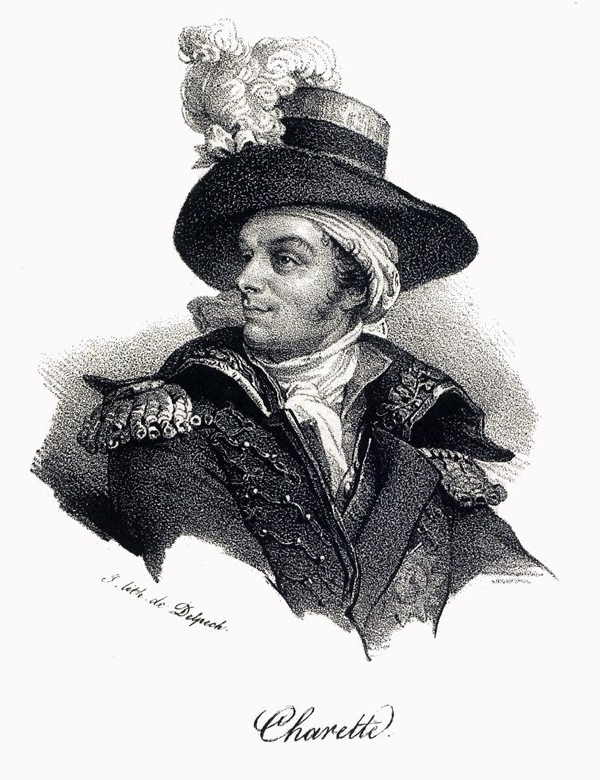
de Charette, chef vendéen.

Située à la lisière du marais breton, la commune de Châteauneuf doit son nom à un château édifié au Moyen Âge qui remplaça la tour de guet élevée sur la motte féodale ; d'où son nom de Castellum Novum par opposition à l'enceinte primitive. On retrouve la première mention de Châteauneuf alors appelé Castri Novi en 1272 dans le cartulaire de Noirmoutier.
Pendant la Révolution française, la région est secouée par de nombreux soulèvements légitimistes. Le marais breton est l'une des zones où les insurrections sont les plus fortes. Le contrôle de Noirmoutier est un enjeu important pour chaque camp. Une bataille a lieu, fin 1793, entre les républicains du général Haxo et la Grande Armée du lieutenant général de Charette.
En 1875, la motte castrale accueille une statue de Notre-Dame de Lourdes.

## Politique et administration

### Liste des maires
| Période                                  | Période      | Identité              | Étiquette | Qualité                                                            |
| ---------------------------------------- | ------------ | --------------------- | --------- | ------------------------------------------------------------------ |
| Les données manquantes sont à compléter. |              |                       |           |                                                                    |
| 1947                                     | 1953         | Jean-Marie Morisset   |           |                                                                    |
| 1953                                     | 1970         | Armand Renaudin       |           | Agriculteur                                                        |
| 1970                                     | mars 1977    | Louis-Clovis Retureau |           | Agriculteur                                                        |
| mars 1977                                | juin 1995    | Hilaire Renaudin,     |           | Agriculteur                                                        |
| juin 1995                                | 14 mars 2008 | Laurent Renaudin,     |           | Retraité de la SNCF                                                |
| 14 mars 2008                             | 18 mai 2020  | Claude Barreteau      | SE        | Retraité d'EDF                                                     |
| 18 mai 2020                              | En cours     | Michel Woloch         |           | Professeur retraité 11e vice-président de Challans Gois Communauté |

## Population et société

### Démographie

#### Évolution démographique
L'évolution du nombre d'habitants est connue à travers les recensements de la population effectués dans la commune depuis 1793. Pour les communes de moins de 10 000 habitants, une enquête de recensement portant sur toute la population est réalisée tous les cinq ans, les populations de référence des années intermédiaires étant quant à elles estimées par interpolation ou extrapolation. Pour la commune, le premier recensement exhaustif entrant dans le cadre du nouveau dispositif a été réalisé en 2004.

En 2022, la commune comptait 1 144 habitants, en évolution de +11,39 % par rapport à 2016 (Vendée : +5,33 %, France hors Mayotte : +2,11 %).
| 1793 | 1806 | 1821 | 1831 | 1836 | 1841 | 1846 | 1851 | 1856 |
| ---- | ---- | ---- | ---- | ---- | ---- | ---- | ---- | ---- |
| 600  | 453  | 530  | 580  | 567  | 589  | 621  | 584  | 614  |

| 1861 | 1866 | 1872 | 1876 | 1881 | 1886 | 1891 | 1896 | 1901 |
| ---- | ---- | ---- | ---- | ---- | ---- | ---- | ---- | ---- |
| 606  | 619  | 562  | 586  | 589  | 594  | 626  | 690  | 703  |

| 1906 | 1911 | 1921 | 1926 | 1931 | 1936 | 1946 | 1954 | 1962 |
| ---- | ---- | ---- | ---- | ---- | ---- | ---- | ---- | ---- |
| 707  | 748  | 666  | 655  | 621  | 609  | 604  | 603  | 546  |

| 1968 | 1975 | 1982 | 1990 | 1999 | 2004 | 2006 | 2009 | 2014 |
| ---- | ---- | ---- | ---- | ---- | ---- | ---- | ---- | ---- |
| 499  | 478  | 452  | 520  | 527  | 654  | 732  | 877  | 993  |

| 2019  | 2022  | - | - | - | - | - | - | - |
| ----- | ----- | - | - | - | - | - | - | - |
| 1 114 | 1 144 | - | - | - | - | - | - | - |

#### Pyramide des âges
En 2018, le taux de personnes d'un âge inférieur à 30 ans s'élève à 37 %, soit au-dessus de la moyenne départementale (31,6 %). À l'inverse, le taux de personnes d'âge supérieur à 60 ans est de 19,3 % la même année, alors qu'il est de 31 % au niveau départemental.
En 2018, la commune comptait 547 hommes pour 538 femmes, soit un taux de 50,41 % d'hommes, légèrement supérieur au taux départemental (48,84 %).
Les pyramides des âges de la commune et du département s'établissent comme suit.
| Hommes | Classe d’âge | Femmes |
| ------ | ------------ | ------ |
| 0,5    | 90 ou +      | 1,1    |
| 4,6    | 75-89 ans    | 4,7    |
| 13,2   | 60-74 ans    | 14,5   |
| 20,8   | 45-59 ans    | 19,2   |
| 22,4   | 30-44 ans    | 25,0   |
| 13,5   | 15-29 ans    | 11,6   |
| 24,9   | 0-14 ans     | 23,9   |

| Hommes | Classe d’âge | Femmes |
| ------ | ------------ | ------ |
| 0,8    | 90 ou +      | 2,2    |
| 8,7    | 75-89 ans    | 11,1   |
| 20,3   | 60-74 ans    | 21,3   |
| 20     | 45-59 ans    | 19,4   |
| 17,5   | 30-44 ans    | 16,8   |
| 15     | 15-29 ans    | 13,2   |
| 17,7   | 0-14 ans     | 16,1   |

## Économie
L'économie de Châteauneuf est essentiellement tournée vers l'artisanat, l'agriculture et les commerces de proximité.
- Données statistiques sur l'emploi (Insee 2006)[29] :

| Population | Actifs (15/64 ans) | Chômeurs | Taux d'activité (%) | Taux de chômage (%) |
| ---------- | ------------------ | -------- | ------------------- | ------------------- |
| 732        | 234                | 20       | 87                  | 9,7                 |

## Vie locale

### Équipement et services
La commune dispose de deux salles communales (100 et 30 places), d'une bibliothèque et d'un centre périscolaire composé d'un accueil périscolaire et d'un restaurant scolaire.

### Écologie et recyclage
La collecte des ordures, gérée par la communauté de communes, est bimensuelle (le lundi, depuis 1.1.2022). Il y a aussi une collecte sélective (bac jaune) toutes les deux semaines (jeudi). La commune dépend de la déchèterie de Challans. Toutefois, les déchetteries de Beauvoir/Mer et Bouin sont accessibles grâce à la carte d'accès le Pass'Déchets.

### Enseignement
La commune fait partie de l'académie de Nantes, mais n'a jamais ouvert d'école publique. Pour l'enseignement élémentaire, Châteauneuf dépend d'une école privée payante (réseau de l'enseignement catholique), à la fois maternelle et primaire, l'école Sainte-Thérèse. 

## Lieux et monuments
Deux monuments historiques se trouvent dans la commune :
- la motte féodale et les vestiges de l'ancien château, inscrits par arrêté du 5 avril 1988[31] ;
- le petit moulin de Châteauneuf, moulin à vent construit en 1703 et qui dispose encore de son mécanisme. Il a été inscrit par arrêté du 19 mars 1982[32].

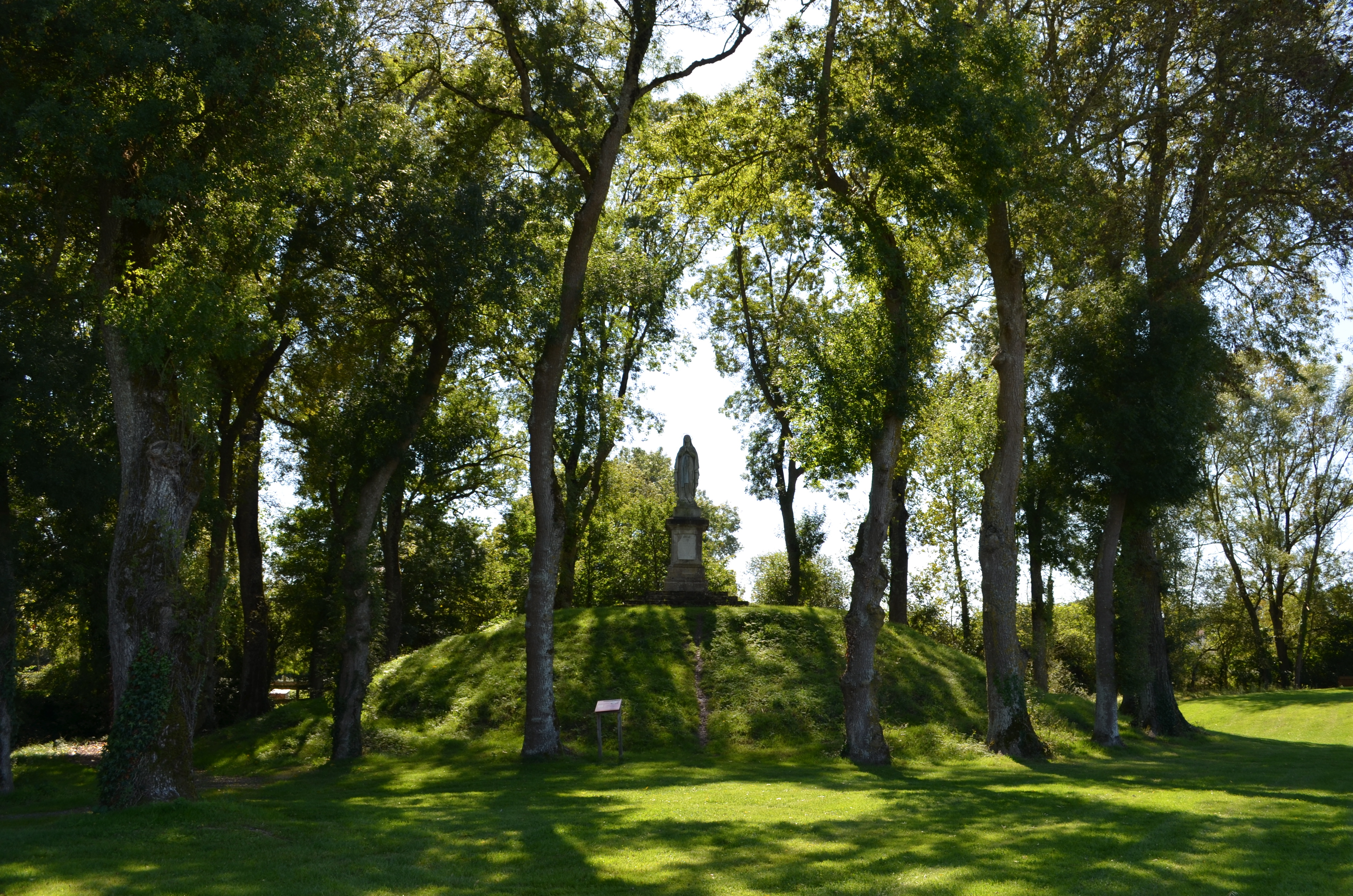
Motte féodale.
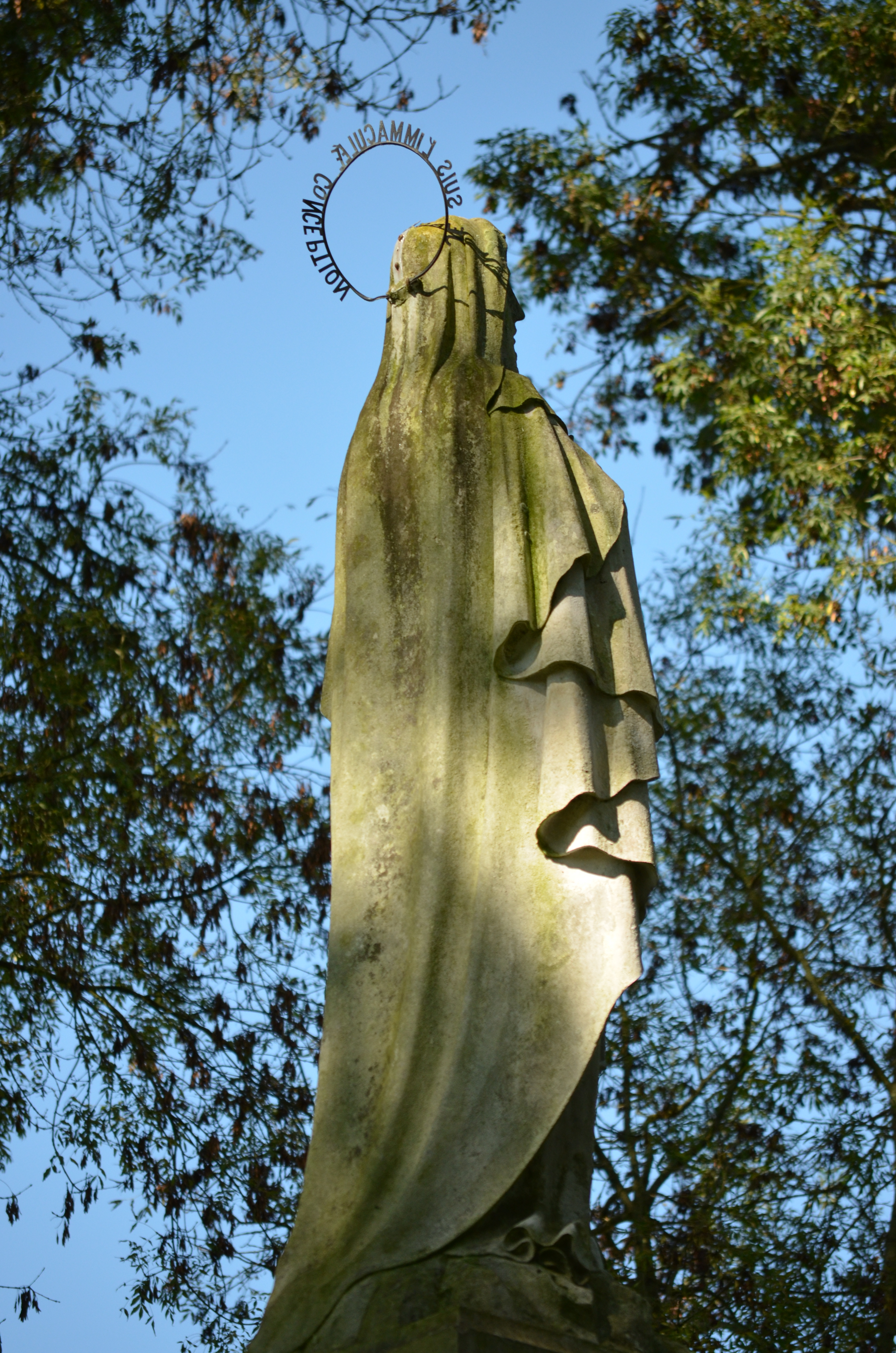
Statue de la Vierge au sommet de la motte.
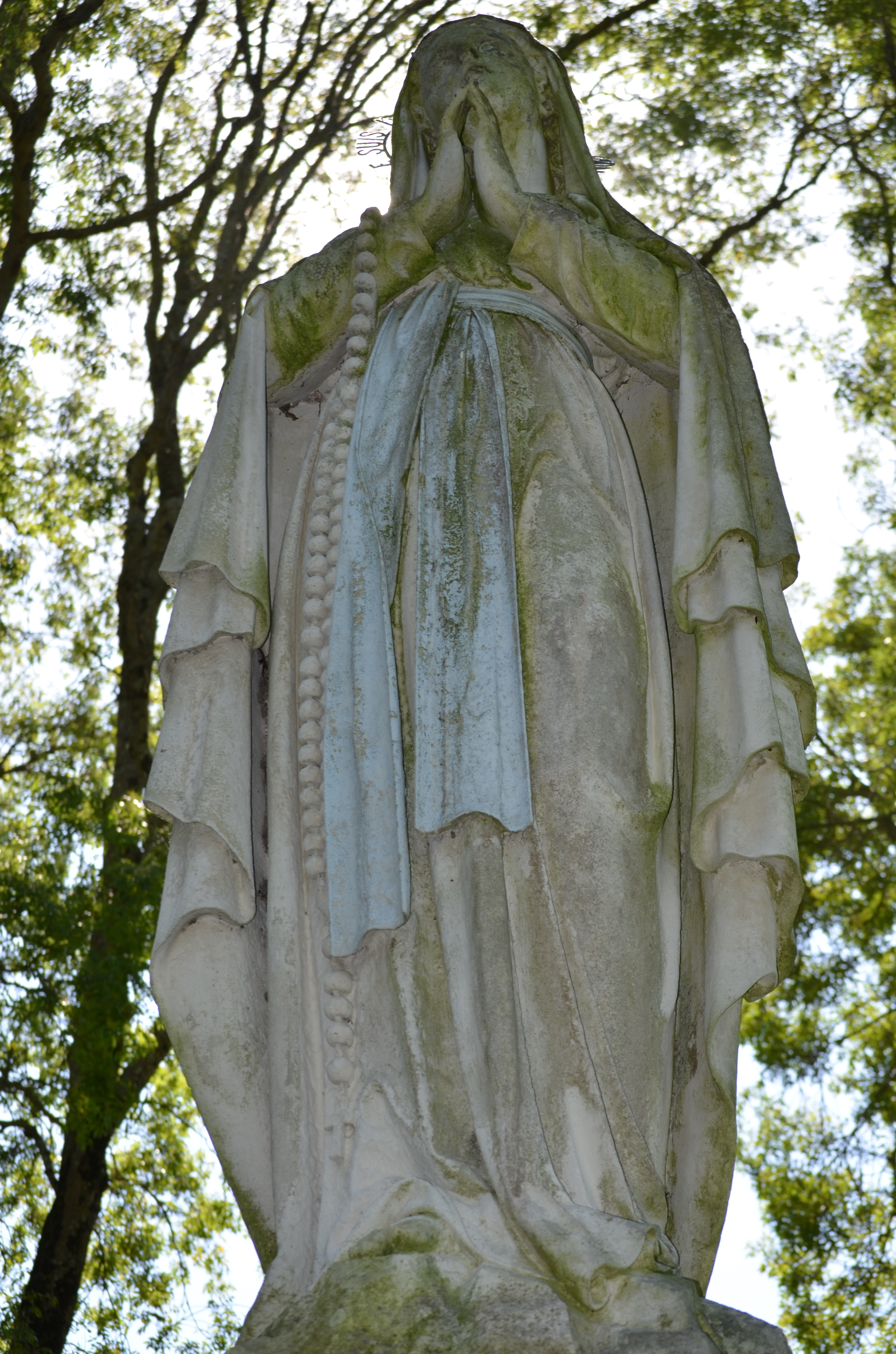
Statue de la Vierge au sommet de la motte.
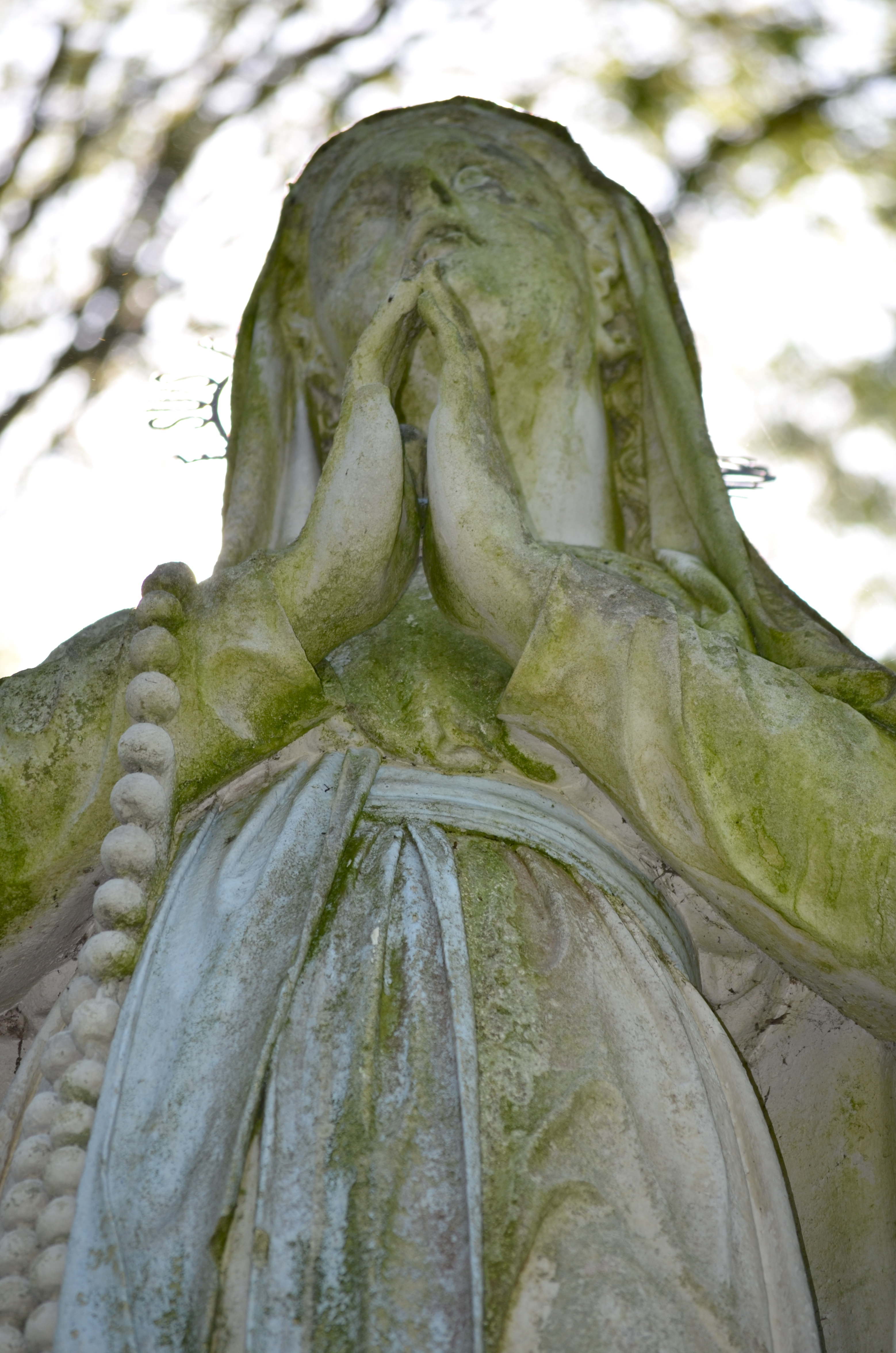
Statue de la Vierge (détail).
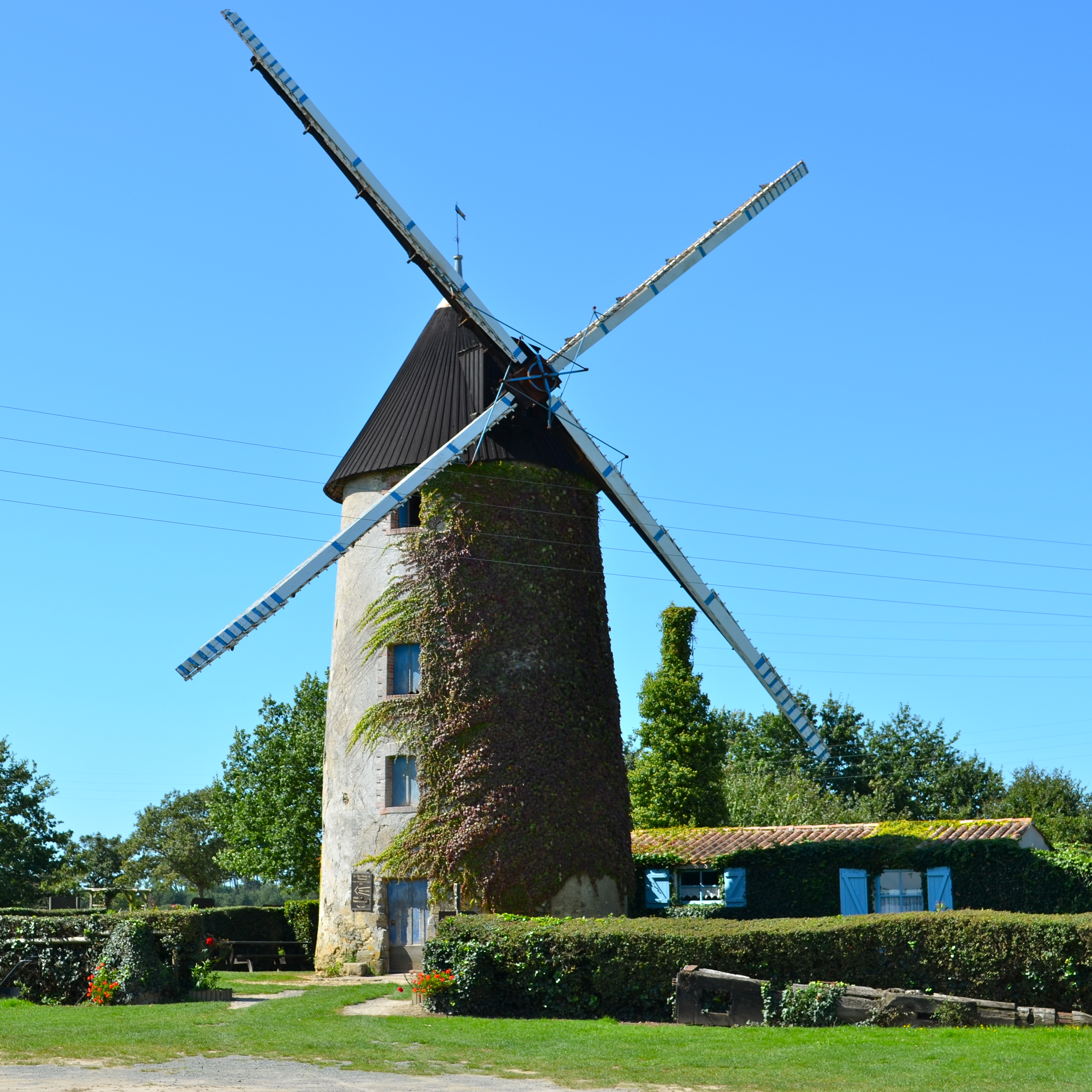
Le petit moulin.

L'église de Châteauneuf abrite l'une des plus anciennes cloches du Bas-Poitou. Constituée de bronze, elle est classée monument historique en 1965. Elle porte l'inscription suivante en lettres gothiques :
†ANDRIEU ACQUAIN ET ANDRIEU QUI QUE ANO
ET JEHENNE DE BERE ET MICHE BONHEUR
ME LEVERENT L AN MCCCCIIII XX VII (1487).
Le lecteur rétablira l’orthographe exacte : me levèrent est pour m'élevèrent.
La façon de transcrire 80 en chiffres romains est assez particulière.
À la première ligne, en dépit des apparences, il s’agit d’un nom propre et non de quinque anno.
On trouve aussi un tabernacle en bois polychrome peint datant du XVIe siècle.

## Personnalités liées à la commune
- André de Rivaudeau (vers 1540, Fontenay-le-Comte - vers 1580), poète qui a écrit une bonne partie de ses œuvres dans un hameau de Châteauneuf[16], la Groizardière. L'historien C. Mourain de Sourdeval en fait une description dans ses annotations pour la réédition des Oeuvres poétiques d'André de Rivaudeau en 1859 : « La Groizardière, commune de Châteauneuf, fut habitée par le poète, de 1562 à 1570 ; il a daté de là son épître à M. de la Noue, le 1er mai 1565, celle à Françoise de Rohan le jour suivant, et la lettre à Honorat Prévot, le 20 janvier 1567. Il ne prit jamais le titre de seigneur de la Groizardière, parce que cette terre appartenait à son père, et qu'elle fut, après la mort de celui-ci, dévolue à Baptiste, le plus jeune des cohéritiers. La Groizardière est situé sur le versant nord du coteau qui regarde le marais et les vastes herbages de l'Ile-Chauvet, Bouin, Machecoul, Bois-de-Céné [...] Le manoir de la Groizardière est aujourd'hui démoli, et ne laisse voir que les fondations. Ce n'était pas un château important, mais seulement [...] un hôtel noble. Les pierres de taille qui encadraient les ouvertures et dessinaient les angles étaient extraites des belles carrières de Saint-Savinien et de Crazanne, aux bords de la Charente, et indiquaient que la construction avait été faite avec un certain luxe. Ces mêmes pierres figurent aujourd'hui dans la reconstruction qui a été faite de la ferme et des étables. La Groizardière était accompagnée autrefois de plusieurs métairie s; elle n'est aujourd'hui qu'une simple ferme, avec un bois taillis d'une certaine étendue, qui jadis fut sans doute une futaie ombrageant les méditations du poète. Elle fut saisie sur la succession de Pierre de Rivaudeau, vers 1620, par des cohéritiers mêmes, et vendue à leur requête. Une famille de la Forêt la possédait pendant le XVIIIe siècle et en prenait le nom. »